# Ferrocarril en Corea del Sur

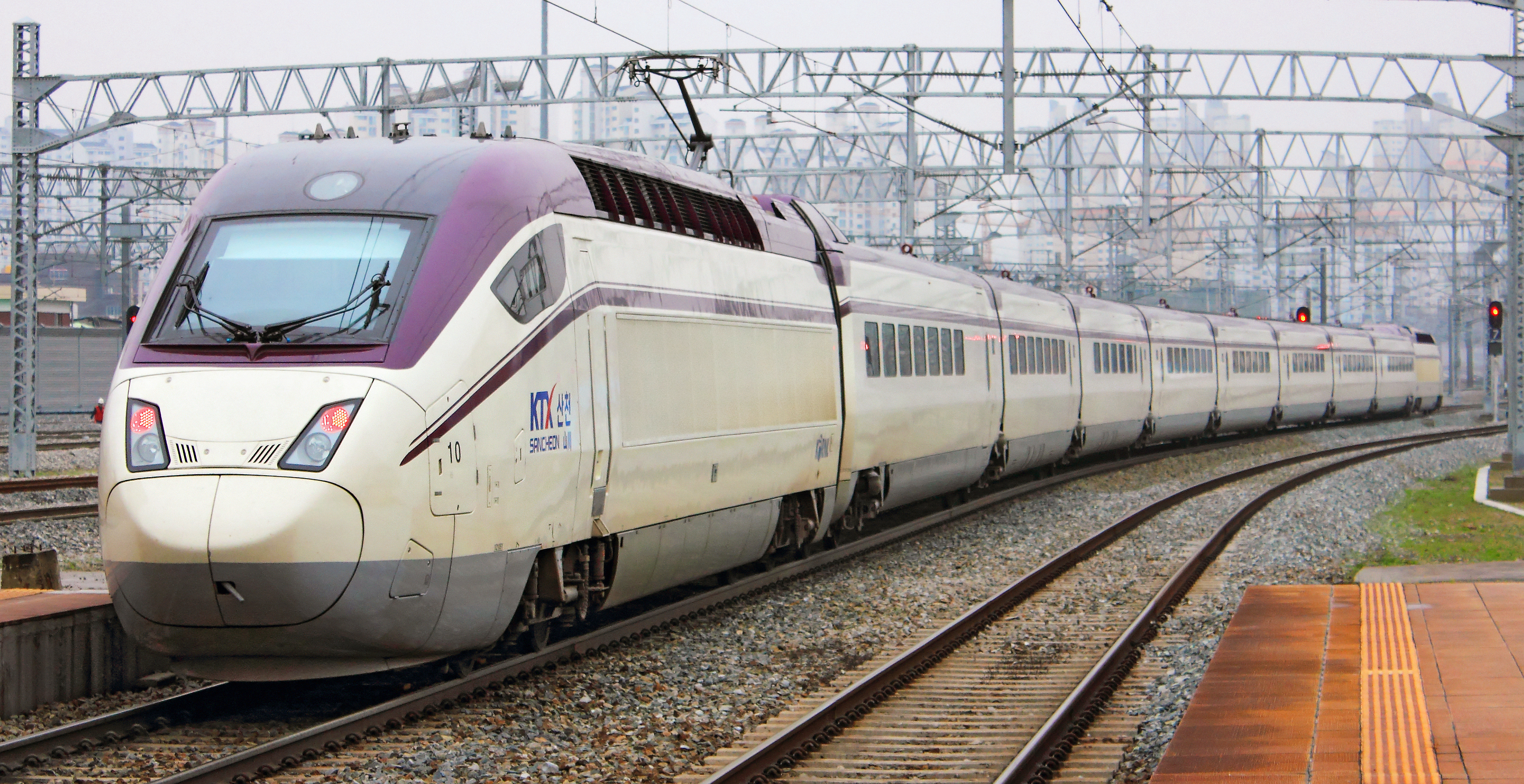
Tren de alta velocidad KTX-Sancheon

El sistema de transporte ferroviario de Corea del Sur incluye líneas ferroviarias principales y sistemas de metro en algunas ciudades importantes.

## Historia

### Imperio de Corea y división
En 1896 se otorgó una concesión a los empresarios estadounidenses Henry Collbran y Harry R. Bostwick para construir el Ferrocarril de Seúl y Chemulpo (SCRR). Su inauguración fue el 22 de marzo de 1897. El 18 de septiembre de 1899, el SCRR se abrió oficialmente al tráfico desde Jemulpo hasta la orilla sur del río Han, cerca de Yeongdeungpo. Las operaciones ferroviarias en Seúl no comenzaron hasta el 8 de julio de 1900, cuando el río Han fue finalmente salvado. El 8 de mayo de 1902 se estableció el ferrocarril operado por Francia y financiado por el Imperio de Corea, Northwestern Railway (NWR), que se completó en 1905. Conectaría Seúl con Manchuria a través de Kaesong, Pyongyang y Sinuiju en el río Yalu. Durante la ocupación japonesa de Corea, los ferrocarriles fueron operados por el ferrocarril del Gobierno de Chosen y varias empresas privadas.
Otras líneas importantes se establecieron más tarde durante el período colonial; éstas incluían líneas que se originaban en Mokpo, Masan y Busan. Estas líneas conectaron con Seúl y con Sinuiju, en Corea del Norte, donde se unieron con el Ferrocarril Transiberiano. La red ferroviaria fue muy dañada durante la guerra de Corea, pero fue reconstruida y mejorada más tarde por el Cuerpo de Transporte del Ejército de los Estados Unidos (USATC).

### Corea del Sur
Establecido en septiembre de 1963, Korail, un organismo del Ministerio de Transporte, estuvo a cargo de todos los raíles durante las décadas de 1970 y 1980 y continuó electrificando las vías más utilizadas y colocando vías adicionales. En 1987, la longitud combinada de la red ferroviaria del país era de aproximadamente 6.340 kilómetros, incluidos aproximadamente 761,8 kilómetros de ferrocarril de doble vía y 1.023 kilómetros de ferrocarril electrificado. Las líneas suburbanas fueron electrificadas y conectadas al sistema de metro de Seúl. El material rodante incluía 459 locomotoras diésel, 90 locomotoras eléctricas, 133 vagones de motor y 370 coches de motor eléctrico.
Los ferrocarriles en la década de 1980 fueron útiles sobre todo para el transporte de mercancías y fueron importantes para el tráfico de pasajeros en torno a Seúl y en el muy transitado corredor que une la capital con el puerto meridional de Busan. Aunque el sistema ferroviario creció poco durante la década de 1980 (ya había 5.600 kilómetros de vías en 1980), las mejoras del ferrocarril -la mayor electrificación de las vías, la sustitución de las vías más antiguas y la adición de material rodante- permitieron el auge del tráfico ferroviario. Algunas de las líneas más transitadas al sur de Seúl que unían la capital con Busan y Mokpo tenían tres o cuatro vías. En la década de 1980 también se introdujeron trenes de alta velocidad que conectaban Seúl con Busan, Jeonju, Mokpo y Gyeongju. El famoso "Tren Azul" (Saemaul-ho) entre Seúl y Busan (vía Daejeon y Daegu) tardaba solo cuatro horas y cincuenta minutos y ofrecía dos clases de servicio: primera clase y especial. En 1987, aproximadamente 525 millones de pasajeros y 59,28 millones de toneladas métricas fueron transportadas por el sistema ferroviario.

### Metro
En 1974 se inauguró la Línea 1 del metro de Seúl, el primer sistema de metro de Corea del Sur. Las líneas 2-9 se abrirían más tarde. Las líneas 1, 3 y 4 son operadas por Korail y Metro de Seúl, mientras que las líneas 5-8 son operadas por SMRT. La línea 2 y la línea 9 son operadas por Metro de Seúl. Korail opera las líneas Bundang, Jungang y Gyeongui.

### KTX
Durante los años 70 se planificó un nuevo sistema de transporte entre el corredor Seúl-Busan. Una idea era el ferrocarril de alta velocidad, pero fue desechada en favor de la construcción de la autopista de Gyeongbu. Después de eso, el desarrollo económico y la centralización hacia Seúl resultó en una sobrecarga en ese corredor, haciendo que los costes de distribución fueran caros. Para resolver este problema, se estudiaron planes que resultaron en la introducción de un ferrocarril de alta velocidad.
La elección de la tecnología (vehículos, vías, catenaria, señalización) fue difícil. Corea del Sur redactó una licitación internacional: los candidatos fueron el japonés Shinkansen, el alemán ICE, el francés TGV, que fue finalmente el elegido.
La construcción del Ferrocarril de Alta Velocidad de Gyeongbu (Gyeongbu HSR) se inició el 30 de junio de 1992, antes de elegir el vehículo. El objetivo inicial era 1998; la falta de experiencia, los frecuentes rediseños, las dificultades en la compra de tierras y la crisis del FMI retrasaron todo el proyecto. Como resultado, el servicio del Korea Train Express (KTX) comenzó el 1 de abril de 2004.
Desde su inauguración en 2004, el servicio ferroviario de alta velocidad ha reducido a la mitad la demanda de transporte aéreo en este corredor, que solía ser una de las rutas aéreas directas más transitadas del mundo.

### División de KNR
Durante la construcción de la línea de alta velocidad, se formó una compañía que ahora se llama Autoridad de la Red Ferroviaria de Corea (KR). Inicialmente solo gestionaba la construcción de nuevas líneas de alta velocidad. Para mejorar la gestión empresarial, el gobierno coreano decidió dividir el ferrocarril nacional en empresas separadas para su funcionamiento y construcción. Como resultado, después de construir el Gyeongbu HSR, Korean National Railroad se dividió en Korail y KR, la primera gestionando las operaciones ferroviarias y la segunda manteniendo las vías. Esto permitió abrir el acceso al sistema ferroviario coreano.
KR se constituyó con los antiguos activos de infraestructura de KNR, y se transfirieron varias deudas por la construcción de líneas de ferrocarril.

### Empresas ferroviarias privadas
La mayoría de los ferrocarriles fueron operados por empresas privadas hasta 1946, cuando todos los ferrocarriles, excepto los tranvías, fueron nacionalizados, en el caso de Corea del Sur, bajo el Gobierno Militar de los Estados Unidos. A finales de los años 60 todas las compañías de tranvías habían quebrado, por lo que no quedaban compañías ferroviarias privadas.
Tras la crisis financiera asiática de 1997, se revisaron, aplazaron, rediseñaron, revocaron o convirtieron en proyectos de construcción-transferencia-arrendamiento/construcción-transferencia-operación varios proyectos de construcción de ferrocarriles impulsados por el gobierno. Varios grupos de inversión de capitales privados, incluido el Macquarie Group, han participado en los proyectos. Desde 2010, Airport Express Co. y Seoul Metro 9 están en funcionamiento. Sin embargo, debido al continuo déficit, la mayoría de las acciones de Airport Express Co. fueron adquiridas por Korail. Varios ferrocarriles privados, como Shinbundang Line, BGLRT, y Everline, también han comenzado a dar servicio.
No existe una norma general para definir las líneas ferroviarias privadas en Corea del Sur, aunque en general todas las empresas ferroviarias, excepto Korail y las empresas de metro bajo el control total de los gobiernos locales, pueden considerarse como sector privado.

### Reconexión con Corea del Norte
El 30 de noviembre de 2018, 30 funcionarios de Corea del Norte y del Sur iniciaron una encuesta de 18 días en ambas Coreas sobre conectar los ferrocarriles coreanos. La encuesta, que anteriormente había sido obstruida por los puestos de guardia de "primera línea" de la Zona Desmilitarizada de Corea (DMZ) y las minas terrestres ubicadas en la colina Arrowhead de la DMZ, consiste en un tramo de ferrocarril de 400 kilómetros entre Kaesong y Sinuiju que atraviesa la región central del Norte y la costa nororiental. El estudio ferroviario, que incluyó la inspección de la Línea de Gyeongui, concluyó el 5 de diciembre de 2018. El 8 de diciembre de 2018 se inició un estudio intercoreano en ambas Coreas para la Línea Donghae. El 13 de diciembre de 2018 se anunció que la ceremonia de colocación de la primera piedra para simbolizar la reconexión de las carreteras y los ferrocarriles en ambas Coreas Se celebró el 26 de diciembre de 2018 en Kaesong. El 17 de diciembre de 2018 se completó el último estudio ferroviario intercoreano, que incluía un ferrocarril de 800 kilómetros desde Kumgangsan, cerca de la frontera intercoreana, hasta el río Tumen, que limita con Rusia en el este. Una posible amenaza a la ceremonia de colocación de la primera piedra surgió después de que se revelara que el ferrocarril norcoreano estaba en malas condiciones. Sin embargo, el 21 de diciembre de 2018, Estados Unidos acordó no seguir obstruyendo los planes de ambas Coreas de celebrar una ceremonia de colocación de la primera piedra. El mismo día se inició un estudio sobre las carreteras intercoreanas cuando diez topógrafos surcoreanos entraron en Corea del Norte para trabajar con diez topógrafos norcoreanos en un estudio de tres días de duración en un tramo de 100 kilómetros de longitud en la línea oriental de Donghae. El 26 de diciembre de 2018 se celebró una ceremonia de colocación de la primera piedra en la ciudad norcoreana de Kaesong para volver a conectar los ferrocarriles y las carreteras entre Corea del Norte y Corea del Sur. Sin embargo, se reconoció que estos ferrocarriles norcoreanos reconectados necesitaban más inspección y construcción para poder estar activos, debido al deterioro.

## Demanda
Hubo 134,4 millones de viajes de pasajeros y 23.100 millones de pasajeros-km cubiertos en Corea del Sur en 2015.

## Líneas de ferrocarril
La principal línea ferroviaria es la Línea Gyeongbu (경부선), que conecta la capital y ciudad más grande (Seúl) con la segunda ciudad más grande del país y el puerto marítimo más grande (Busan); la segunda es la Línea Honam (호남선), que se bifurca en la Línea Gyeongbu en Daejeon y termina en Gwangju o Mokpo.
La siguiente es una tabla de las principales líneas ferroviarias de Corea del Sur:
| Nombre de línea                                      | Nombre en hangul | Terminal y estaciones principales | Terminal y estaciones principales | Terminal y estaciones principales              |
| ---------------------------------------------------- | ---------------- | --------------------------------- | --------------------------------- | ---------------------------------------------- |
| Línea Gyeongbu                                       | 경부선           | Seúl                              | Suwon, Daejeon, Dongdaegu         | Busan                                          |
| LAV Gyeongbu                                         | 경부고속선       | Seúl                              | Suwon, Daejeon, Dongdaegu         | Busan                                          |
| Línea Honam                                          | 호남선           | Seodaejeon                        | Iksan, Gwangju-Songjeong          | Mokpo                                          |
| LAV Honam                                            | 호남고속선       | Osong                             | Iksan                             | Gwangju-Songjeong                              |
| LAV Suseo–Pyeongtaek                                 | 수서평택고속선   | Suseo                             | Dongtan                           | PyeongtaekJije                                 |
| Línea Gyeongui                                       | 경의선           | Seúl                              | Ilsan                             | Dorasan (Sinuiju)                              |
| Línea Gyeongwon                                      | 경원선           | Cheongnyangni                     | Dongducheon                       | Baengmagoji (Wonsan)                           |
| Línea Chungbuk                                       | 충북선           | Jochiwon                          | Cheongju, Chungju                 | Jecheon                                        |
| Línea Gyeongjeon                                     | 경전선           | Samnangjin                        | Masan, Jinju, Suncheon            | Gwangju-Songjeong                              |
| Línea Janghang                                       | 장항선           | Cheonan                           | Onyangoncheon, Hongseong          | Iksan                                          |
| Línea Jeolla                                         | 전라선           | Iksan                             | Jeonju, Suncheon                  | Yeosu-Expo                                     |
| Línea Gyeongchun                                     | 경춘선           | Mangu                             | Gapyeong                          | Chuncheon                                      |
| Línea Donghae                                        | 동해선           | Bujeon                            | Taehwagang, Gyeongju, Pohang      | Yeongdeok                                      |
| Línea Jungang                                        | 중앙선           | Cheongnyangni                     | Wonju, Jecheon, Yeongju, Andong   | Gyeongju                                       |
| Línea Yeongdong                                      | 영동선           | Yeongju                           | Donghae                           | Gangneung                                      |
| Línea Gyeongbuk                                      | 경북선           | Gimcheon                          | Sangju                            | Yeongju                                        |
| Línea Taebaek                                        | 태백선           | Jecheon                           | Yeongwol                          | Taebaek                                        |
| Línea Gyeonggang                                     | 경강선           | Manjong                           | Pyeongchang                       | Gangneung                                      |
| AREX (Línea del Aeropuerto Internacional de Incheon) | 인천국제공항선   | Seúl (metro)                      | Aeropuerto de Gimpo               | Aeropuerto Internacional de Incheon Terminal 2 |

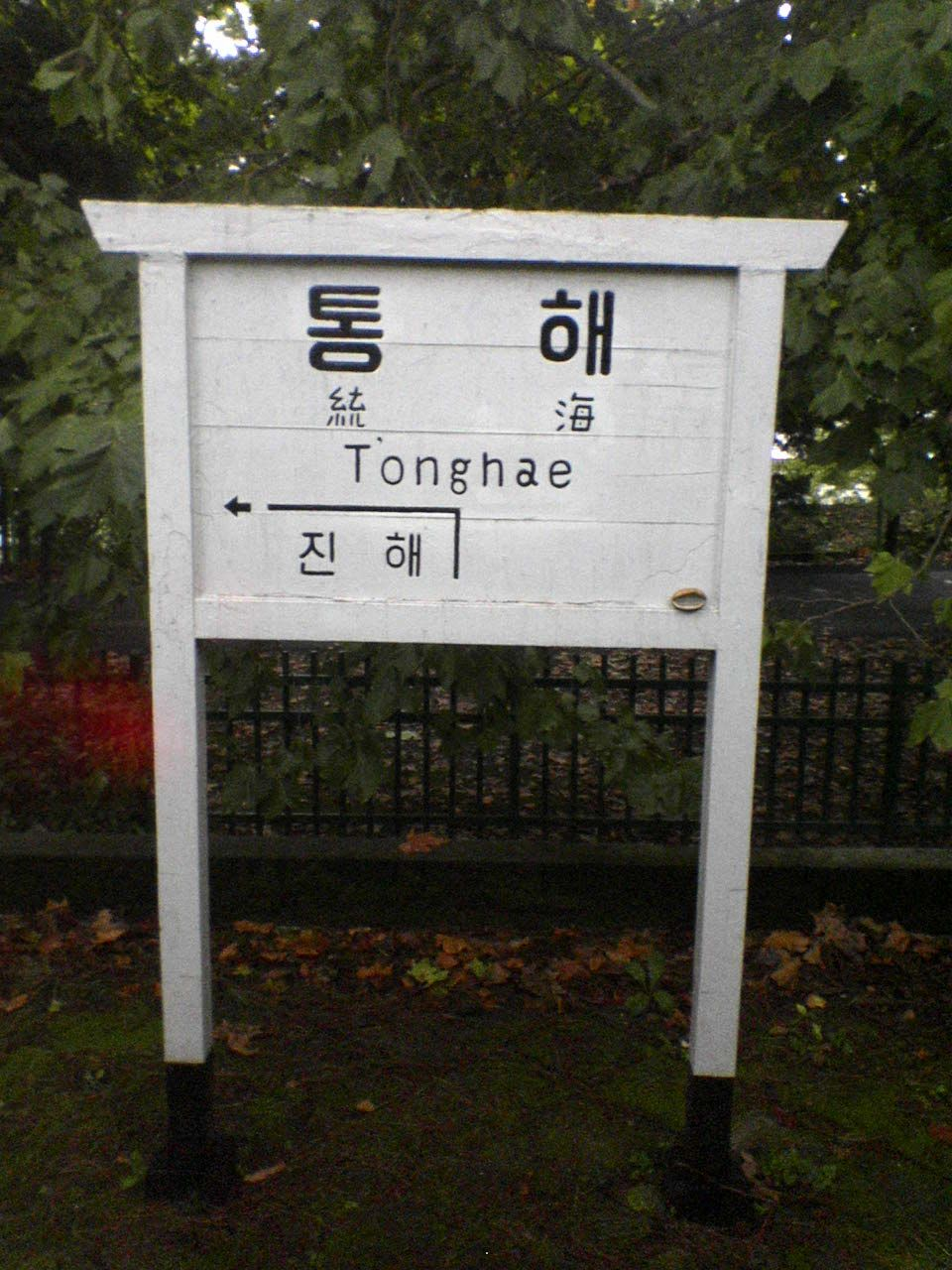
Estación de Tonghae, la última estación de la línea Jinhae.

No hay servicio de ferrocarril en la isla de Jeju.

## Servicios
Se ofrece un servicio frecuente en la mayoría de las rutas, con trenes cada 15-60 minutos que conectan Seúl con las principales ciudades de Corea del Sur. Desde marzo de 2016 operan siete clases de trenes:
- KTX, el sistema ferroviario de alta velocidad, lleva a los pasajeros del centro de Seúl al centro de Busan más rápido que un avión (incluyendo el tiempo de facturación), hace menos paradas y es más caro que otros trenes;
- ITX, trenes semirrápidos, opera en líneas seleccionadas:
  - ITX-Cheongchun (ITX-청춘) opera entre Yongsan y Chuncheon vía Cheongnyangni.
  - ITX-Saemaul (ITX-새마을, llamado así por su predecesor), reemplazó el servicio regular de Saemaul-ho en las líneas electrificadas, provee servicio exprés en Gyeongbu, Honam, Gyeongjeon, Jeolla y la línea Jungang.
- Mugunghwa-ho (무궁화호, "Rosa de Sharon"), que es el más popular, se detiene en la mayoría de las estaciones y ofrece una mezcla de asientos reservados y no reservados;
- El Tren Nuriro (누리로), que sustituirá al servicio Mugunghwa de media-larga distancia en una ruta seleccionada. Actualmente opera la ruta Seúl-Sinchang y otras líneas.

### Excursión en tren crucero de lujo
Actualmente hay un servicio de tren crucero todoterreno en Corea del Sur, operado por Korail - Rail Cruise Haerang (레일크루즈 해랑). Rail Cruise Haerang comenzó a funcionar en 2008. Actualmente el tren opera itinerarios que son comisariados mensualmente a lo largo de tres rutas - al sudeste de Corea, al suroeste de Corea y un Gran Tour. El detalle de los planes de viaje cambia estacionalmente y anualmente, y hay planes de viaje especiales disponibles en ciertos períodos. Eiji Mitooka indirectamente dio a entender que se inspiró en este tren para el diseño del Siete Estrellas de Kyushu.
El coste por persona es el siguiente (para la habitación Deluxe y Suite, dos personas; para la habitación familiar, tres personas):
| Itinerario de viaje         | Habitación familiar  | Habitación Deluxe | Habitación Suite |
| --------------------------- | -------------------- | ----------------- | ---------------- |
| 2 días (fuera de temporada) | unos 646.700 wones   | 800.000 wones     | 965.000 wones    |
| 2 días (temporada alta)     | unos 691.700 wones   | 845.000 wones     | 1.010.000 wones  |
| 3 días (fuera de temporada) | unos 996.700 wones   | 1.220.000 wones   | 1.450.000 wones  |
| 3 días (temporada alta)     | unos 1.066.700 wones | 1.290.000 wones   | 1.520.000 wones  |

### Metro
Las seis ciudades más grandes de Corea del Sur -Seúl, Busan, Daegu, Gwangju, Daejeon e Incheon- tienen sistemas de metro.
El Metro de Seúl es el sistema más antiguo del país, con el tramo Seúl-Cheongnyangni de la Línea 1 inaugurado en 1974.

### Servicio de alta velocidad

Mapa del servicio de trenes de alta velocidad KTX y SRT.

El ferrocarril de alta velocidad llamado Korea Train Express (KTX) está en servicio entre Seúl, Busan, Yeosu, Jinju, Donghae, Gangneung y Mokpo. El ferrocarril utiliza la tecnología francesa TGV/LGV. El servicio comenzó el 1 de abril de 2004, utilizando los tramos de la línea de alta velocidad terminados y líneas convencionales mejoradas. Otro tramo de la línea de alta velocidad aceleró los servicios entre Seúl y Busan a partir del 1 de noviembre de 2010. Se introdujeron servicios adicionales con nuevas rutas a Masan en la Línea Gyeongjeon el 15 de diciembre de 2010, y a Yeosu en la Línea Jeolla en abril de 2011. A partir de 2010, la velocidad máxima en la vía dedicada a la alta velocidad es de 305 kilómetros por hora. Un segundo operador de trenes de alta velocidad, SR, opera trenes se llaman SRT(Super Rapid Train, Trenes Superrápidos). SRT es de estilo KTX desde la Terminal de Suseo del sur de Seúl (cerca del barrio de Gangnam) tanto a Busan como a Mokpo.

## Servicio internacional
Corea del Norte: El mismo calibre pero no disponible en general. Hasta la división de Corea después del final de la Segunda Guerra Mundial, la Línea Gyeongui y la Línea Gyeongwon se extendieron hasta lo que hoy es Corea del Norte. La Línea Gyeongui conectaba Seúl con Kaesong, Pyongyang y Sinuiju en la frontera china, mientras que la Línea Gyeongwon servía a Wonsan en la costa este. Otra línea -la Línea Geumgangsan- conectaba la ciudad de Cheorwon, ahora en la frontera de Corea del Norte y del Sur, en la Línea Gyeongwon, con el monte Geumgang, ahora en el Norte.

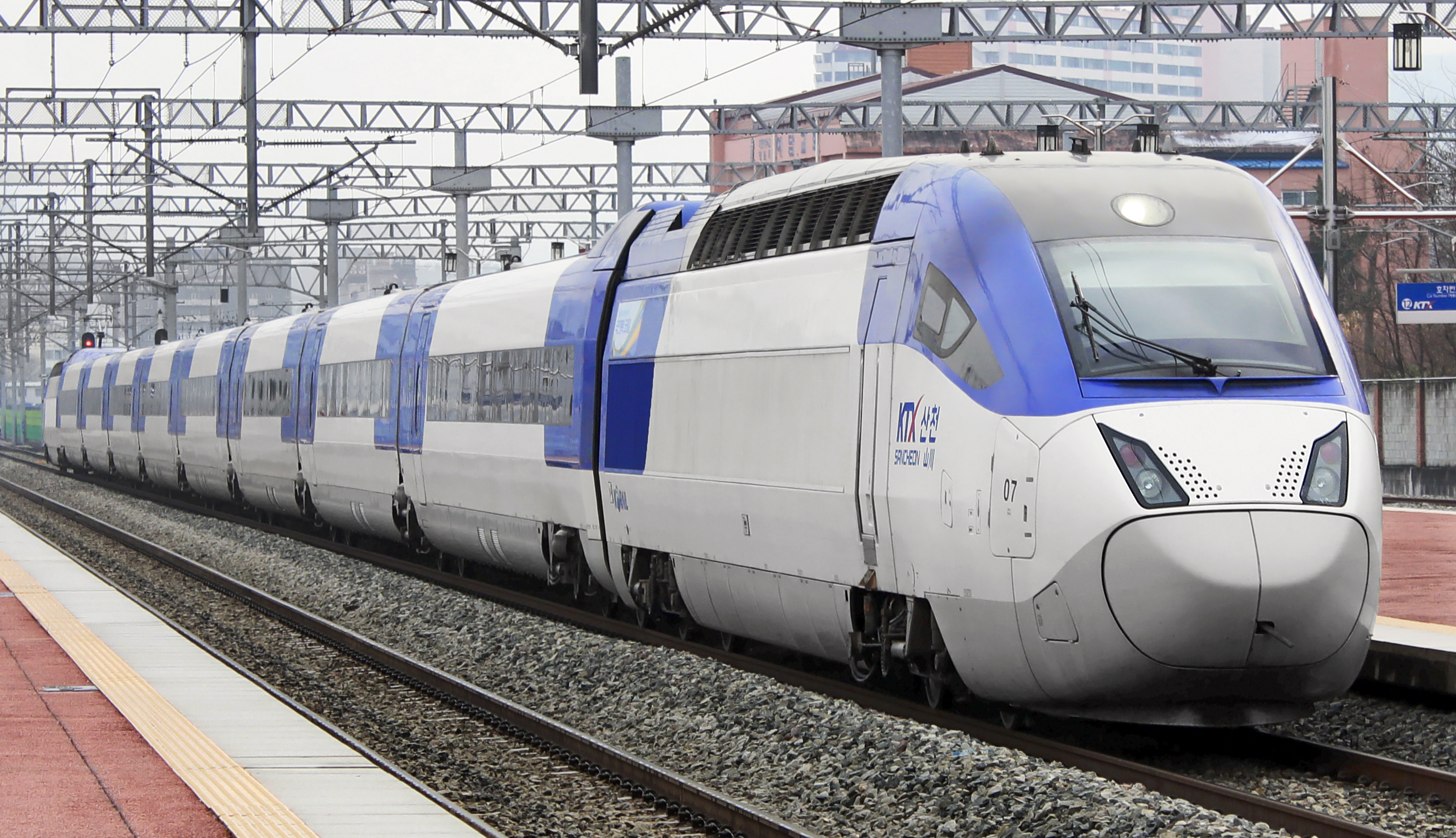
Una de las fotos del tren KTX-Sancheon.

La Línea Gyeongui es una de las dos líneas cuyas mitades sur y norte se están reconectando ahora, la otra es la Línea Donghae Bukbu. El 17 de mayo de 2007, dos trenes de prueba corrieron en las líneas reconectadas: uno en la línea occidental de Munsan a Kaesong; el segundo en la línea oriental de Jejin a Kumgang.
En diciembre de 2007 se inició el servicio de carga regular en la línea Gyeongui, desde Corea del Sur hasta el parque industrial de Kaesong, en el norte. El servicio ha sido infrautilizado: Como se informó en octubre de 2008, en 150 de los 163 viajes de ida y vuelta que se habían hecho hasta entonces, el tren no llevaba carga. La cantidad de carga transportada durante este período había sido de solo 340 toneladas. Esta falta de interés en el servicio se ha explicado por la preferencia de los clientes (empresas que operan en Kaesong) por el transporte por carretera. En noviembre de 2008, Corea del Norte cerró el enlace. El 26 de junio de 2018 las dos Coreas acordaron volver a conectar la Línea Gyeongui y la Línea Donghae Bukbu.
Se planea una Línea Principal Transcoreana, que abarque Corea del Norte y conecte con los ferrocarriles rusos.
 Japón: No hay conexión ferroviaria entre Corea del Sur y Japón. Pero Korail y JR West tienen un pase de tren conjunto (한일공동승차권) que incluye descuentos en los billetes de KTX y Shinkansen con un billete de ferry Busan-Shimonoseki/Fukuoka. Se propuso un túnel submarino en el Estrecho de Corea, pero ni el gobierno ni las compañías ferroviarias parecen tener interés en este proyecto de túnel ultra largo.[cita requerida]

## Cronología

### 2008
- Mapa de visión 2015[24]

### 2018
- Se celebra una ceremonia de inauguración para simbolizar la reconexión de los ferrocarriles de Corea del Norte y del Sur.[13]